# Schleuse Werder
Die Schleuse Werder, auch Werderschleuse  genannt, ist eine unvollendete Schleuse im Stadtgebiet der Dom- und Hochschulstadt Merseburg an der Saale im südlichen Sachsen-Anhalt. Sie befindet sich am Kilometer 1,81 des ehemaligen Projektes Durchstich Umgehungskanal Merseburg, offiziell auch als Mittelkanal  bezeichnet. Die Schleuse, der Mittelkanal, sowie der Saale-Elster-Kanal, seit 1999 als Saale-Leipzig-Kanal bezeichnet, wurden im ersten Drittel des 20. Jahrhunderts begonnen, aber nie vollendet. Zuständig ist das Wasserstraßen- und Schifffahrtsamt Magdeburg.

## Geschichte
Die Schleuse Werder im Mittelkanal gehört zu dem 1933 begonnenen und 1943 eingestellten Kanalprojekt, das die Schifffahrt auf der Saale verbessern sollte. Zu diesem Projekt gehörte auch der Saale-Elster-Kanal, der die Weiße Elster in Leipzig mit der Saale bei Leuna verbinden und somit Leipzig über Saale und Elbe an das norddeutsche Wasserstraßennetz und über Hamburg an die Nordsee anbinden sollte. Der Kanal war für Schiffe bis 1000 Tonnen Tragfähigkeit geplant, was etwa der heutigen Binnenschifffahrtsklasse IV entspricht.
Die Schleuse Werder sollte die beiden Saaleschleusen Rischmühlenschleuse und Schleuse Merseburg-Meuschau ersetzen. Die geplante Fallhöhe war bei Mittelwasser 4,20 Meter und sollte die Fallhöhen der beiden alten Schleusen zusammenfassen. Die Schleuse liegt im neu angelegten Mittelkanal. Der Mittelkanal umgeht das Stadtgebiet von Merseburg mit einer Länge von rund 3,3 Kilometern.

## Beschreibung
Bei der Schleuse Werder handelt sich in der Bauform um eine Schleppzugschleuse. Typisch für diese Schleusenbauart sind die seitlich versetzten Schleusentore. Die geplante Einfahrtsbreite des Ober- und Unterhauptes, d. h. die Torweite, beträgt 12 Meter. Zur Mitte hin weitet die Kammer sich auf die nutzbare Breite von 20 Meter. Dadurch können mehrere Schleppkähne eines Schleppzuges nebeneinander in der Schleuse liegen und gemeinsam geschleust werden. Die nutzbare Länge der Schleusenkammern beträgt etwa 100 Meter. Die Schleusenwände bestehen aus Beton und sind senkrecht. Die Schleusenhäupter sind ebenfalls als Schwergewichtsbetonwände ausgeführt. Beide Schleusentore waren als Hubtore geplant analog den anderen Großschleusen der Saale wie die Schleuse Bernburg. Die Hubtore in dieser Bauart besitzen keine Öffnungen zum Befüllen der Schleuse. Das Leeren und Befüllen der Schleusenkammer erfolgt durch das Anheben der Tore. Bestandteil der Schleuse Werder ist eine Brücke nördlich über das Unterhaupt der Schleuse. Die Brücke ist 15,35 Meter lang, 5,40 Meter breit und hat eine Höhe von 8,87 Meter. Sie überführt die Werderstraße über den Mittelkanal und verbindet den Ortsteil Gut Werder mit Merseburg. Erbaut wurde sie 1939.
Die Schleuse Werder wurde bis 1943 im Betonbau vollständig erstellt. Poller und Schleusenleitern sind noch heute erhalten. Die Portale und Hubtore waren noch nicht eingebaut worden. Die Schleuse ging nie in Betrieb und steht noch heute als Bauruine in der Landschaft.